# Papaver variegatum
Papaver variegatum är en vallmoväxtart som beskrevs av A.I. Tolmachev. Papaver variegatum ingår i släktet vallmor, och familjen vallmoväxter. Inga underarter finns listade i Catalogue of Life.